# Yarennoka!
Yarennoka! — турнир по смешанным боевым единоборствам, прошедший 31 декабря 2007 года в спортивном комплексе «Сайтама Супер Арена» в городе Сайтама, Япония. Организован и проведён исполнительным комитетом, составленным из бывших сотрудников Pride Fighting Championships при участии Fighting and Entertainment Group, Deep и M-1 Global. В США транслировался каналом HDNet под заголовком Fedor Returns, тогда как в Японии был показан в телесети SKY Perfect по системе pay-per-view.
Главным событием вечера стал поединок между бывшим чемпионом Pride россиянином Фёдором Емельяненко и финалистом последнего гран-при К-1 корейским гигантом Чхве Хон Маном. Андеркард включал множество известных японских бойцов лёгкой и средней весовых категорий, а также был примечателен поединком между победителем гран-при Pride 2006 года в полусреднем весе Кадзуо Мисаки и победителем гран-при Hero's 2006 года в полутяжёлом весе Ёсихиро Акиямой.
Для японских болельщиков турнир Yarennoka! стал своего рода прощанием с организацией Pride, которая незадолго до этого была продана крупному американскому промоушену Ultimate Fighting Championship. Вскоре после окончания турнира бывшее руководство Pride совместно с компанией Fighting and Entertainment Group положило начало новой бойцовской организации Dream.

## Результаты турнира
| Категория   |                   |      |                   | Способ                    | Раунд | Время |
| Лёгкий вес  | Синъя Аоки        | поб. | Чон Бугён         | Единогласное решение      | 2     | 5:00  |
| Лёгкий вес  | Хаято Сакураи     | поб. | Хидэхико Хасэгава | Единогласное решение      | 2     | 5:00  |
| Тяжёлый вес | Фёдор Емельяненко | поб. | Чхве Хон Ман      | Сдача (рычаг локтя)       | 1     | 1:54  |
| Средний вес | Кадзуо Мисаки     | поб. | Ёсихиро Акияма    | Не состоялся*             | 1     | 7:48  |
| Лёгкий вес  | Мицухиро Исида    | поб. | Гилберт Мелендес  | Единогласное решение      | 2     | 5:00  |
| Средний вес | Макото Такимото   | поб. | Мурилу Бустаманте | Раздельное решение        | 2     | 5:00  |
| Лёгкий вес  | Тацуя Кавадзири   | поб. | Луис Азереду      | Единогласное решение      | 2     | 5:00  |
| Тяжёлый вес | Майк Руссоу       | поб. | Роман Зенцов      | Сдача (удушение север-юг) | 1     | 2:58  |

* Мисаки изначально был признан победившим нокаутом, однако секунданты Акиямы опротестовали такое решение, указав на применённый запрещённый удар «соккер-кик». В итоге первоначальный результат отменили, а бой признали несостоявшимся.

## Прочие факты
- Изначально соперником Синъи Аоки должен был стать бразилец Жесиас Кавалканти, однако тот во время тренировки с Brazilian Top Team порвал связку локтевого сустава и вынужден был отказаться от поединка. Матчмейкеры заменили бразильца корейским мастером дзюдо Чон Бугёном, серебряным призёром Олимпийских игр в Сиднее, для которого это выступление стало дебютом в ММА. Аоки и Кавалканти всё же встретились друг с другом в следующем году на первых турнирах организации Dream[4].
- Одним из участников турнира должен был стать норвежский ветеран Pride Йоаким Хансен, но в итоге он отправился на проходивший в тот же день турнир K-1 Premium 2007 Dynamite!! в обмен на членов организации К-1, отправленных на Yarennoka![5][6]
- Нокаут в поединке Кадзуо Мисаки с Ёсихиро Акиямой произошёл в результате спорного удара ногой в голову, нанесённого в тот момент, когда Акияма поднимался с настила ринга после пропущенного предыдущего удара. Секунданты Акиямы настаивали на незаконности такого удара, поскольку их подопечный опирался на пол четырьмя точками. Главный судья турнира Юдзи Симада посчитал этот момент на грани фола, однако после просмотра видеоповтора всё же решил удовлетворить протест, изменив результат боя на «Несостоявшийся»[7][8][9].
- Перед заключительным боем между Аоки и Чоном на ринг поднялся управляющий M-1 Монте Кокс, чтобы поблагодарить и поздравить собравшихся болельщиков. Также он анонсировал запланированный на 2008 год турнир M-1 Global в Японии. По окончании финального боя все бойцы Yarennoka! вышли на ринг и вместе со зрителями отсчитывали последние секунды до Нового года, после чего поделились со всеми своими новогодними желаниями[10].